# Mia Gundersen
Mariann Gundersen Leliënhof, conosciuta come Mia Gundersen (Stavanger, 27 ottobre 1961), è una cantante e attrice norvegese.

## Biografia
Mia Gundersen ha iniziato a recitare a teatro all'età di 8 anni. È salita alla ribalta al pubblico quando nel 1983 è diventata la cantante del gruppo Asfalt, con cui ha pubblicato l'album Få det ud. Ha poi preso parte alla band All of Us, con cui ha registrato l'album Together uscito nel 1985, prima d'intraprendere la sua carriera da solista con l'album di debutto Temptation nel 1986.
Mia Gundersen ha partecipato al Melodi Grand Prix, il programma di selezione del rappresentante norvegese all'Eurovision Song Contest, in tre occasioni. Nel 1985 ha presentato Nattergal in duetto con Olav Stedje, piazzandosi al 4º posto su 10 partecipanti. L'anno successivo ha ottenuto lo stesso risultato con il brano solista Jeg vet hva jeg vil. Nel 1996 è invece arrivata penultima su 8 concorrenti con Tenn lys. È stata inoltre fra i cinque componenti della giuria norvegese all'Eurovision Song Contest 2016.
Nel 2005 la cantante ha pubblicato il suo secondo album Lys i mørket in collaborazione con Bjarte Hjelmeland e l'Oslo Gospel Choir. Il disco ha raggiunto la 9ª posizione della classifica norvegese. L'anno successivo ha conquistato la vetta della classifica dei singoli con Jordbarnas fremtid.

## Discografia

### Album in studio
- 1986 – Temptation
- 2005 – Lys i mørket (con Bjarte Hjelmeland e l'Oslo Gospel Choir)

### Singoli
- 1985 – Nattergal/Kick It Out (con Olav Stedje)
- 1986 – Jeg vet hva jeg vil
- 1986 – Temptation
- 1996 – Tenn lys
- 2005 – Lys i mørket (con Bjarte Hjelmeland e l'Oslo Gospel Choir)
- 2006 – Jordbarnas fremtid